# Tobias Radloff (Moderator)
Tobias Radloff (* 21. Oktober 1986 in Wiesbaden) ist ein deutscher Radio- und Fernsehmoderator.

## Leben
Tobias Radloff wuchs in Wiesbaden auf und moderierte bereits als Jugendlicher eine Wochenendsendung bei Radio Rheinwelle. Er besuchte die Helene-Lange-Schule (Wiesbaden) und die Martin-Niemöller-Schule. Nach dem Abitur studierte er Lehramt an der Universität Koblenz-Landau, wo er 2011 einen Bachelor of Education erwarb.

## Radio
Seit 2002 arbeitet Tobias Radloff für verschiedene Radiosender als Reporter und Moderator:
- 2002–2007: Radio Rheinwelle[1]
- 2004–2011: SWR (SWR3; SWR Das Ding)[1]
- 2012–2014: Rockland Radio (Volontariat)[1]
- Seit 2014: Hit Radio FFH[2]

## Fernsehen
Radloff ist Teil des Redaktions- und Moderationsteams der Sendung „RTL Hessen“.

## Sonstiges
Tobias Radloff war von 2005 bis 2011 und ist seit 2016 Hallensprecher des VC Wiesbaden. Er war zudem von 2010 bis 2015 Stadionsprecher des Fußball-Drittligisten SV Wehen Wiesbaden.
Radloff spricht die Haltestellenansagen in den Bussen der ESWE in der hessischen Hauptstadt Wiesbaden.